# Walter Byron (Schauspieler)
Walter Byron (* 11. Juni 1899 in Leicester, Leicestershire, England als Walter Clarence Butler; † 2. März 1972 in Signal Hill, Kalifornien) war ein aus England stammender US-amerikanischer Filmschauspieler der 1920er, 1930er und 1940er Jahre.
Byron drehte zwischen 1926 und 1942 mehr als 60 Filme in Hollywood. Bekannt ist er durch den unvollendeten Stummfilm Queen Kelly aus dem Jahr 1929, wo er unter der Regie von Erich von Stroheim die männliche Hauptrolle an der Seite von Gloria Swanson spielte. Ansonsten war er in größeren Filmproduktionen oft nur auf Nebenrollen abonniert. Er trat in der frühen Tonfilmzeit unter anderem neben Myrna Loy und Barbara Kent in der Rolle des George Osbourne in Chester M. Franklins Verfilmung von Jahrmarkt der Eitelkeit aus dem Jahr 1932 auf und spielte 1936 an der Seite von Katharine Hepburn die Rolle des Sir Francis Walsingham in Maria von Schottland. Nachdem seine Filmrollen zusehends unbedeutender wurden, beendete er 1942 seine Leinwandkarriere.

## Filmografie (Auswahl)
- 1926: White Heat
- 1928: Two Little Drummer Boys
- 1928: Die Fahrt ins Feue (The Awakening)
- 1929: Queen Kelly
- 1931: The Last Flight
- 1932: Vanity Fair
- 1934: British Agent
- 1935: Folies Bergère de Paris
- 1935: Wenn sie nur kochen könnte (If You Could Only Cook)
- 1936: Maria von Schottland (Mary of Scotland)
- 1939: Crashing Thru
- 1942: Mrs. Miniver
- 1942: Es waren einmal Flitterwochen (Once Upon a Honeymoon)
- 1942: Der freche Kavalier (Gentleman Jim)